# 市川南 (市川市)
市川南（いちかわみなみ）は、千葉県市川市にある町名。現行行政地名は市川南一丁目から市川南五丁目。郵便番号は272-0033。

## 地理
市川市北部に位置する。江戸川に沿った地域で、地域の北端をJR総武線が通る。市川駅周辺は高層マンションが建設されるなど、再開発が行われている。
一丁目に近接してJR総武線市川駅、二丁目に京葉瓦斯（京葉ガス）本社、三丁目に市川南三郵便局、東京東信用金庫市川南支店、四丁目には市川南三・四丁目自治会館がある。
東は新田、西は江戸川を挟んで東京都江戸川区東小岩、南は大洲・江戸川区北篠崎、北は市川と接している。

### 地価
住宅地の地価は、2021年（令和3年）2月1日に公表された公示地価によれば、市川南4-10-2の地点で26万8000円/mとなっている。

## 歴史

### 沿革
- 1869年（明治2年） - 葛飾県葛飾郡市川村となる。
- 1871年（明治4年） - 廃藩置県、県の統合により印旛県葛飾郡市川村となる。
- 1873年（明治6年） - 県の統合及び、郡の分割により千葉県東葛飾郡市川村となる。
- 1889年（明治22年） - 東葛飾郡国府台村、真間村、市川新田、平田村と合併し、東葛飾郡市川町大字市川となる。
- 1934年（昭和9年）11月3日 - 八幡町、中山町、国分村と合併、市制施行。市川市大字市川となる。
- 1951年（昭和26年）12月1日 - 市内の大字を町に変更。それに伴い、市川市市川町一丁目 - 五丁目となる。
- 1965年（昭和40年）7月1日 - 住居表示施行。市川町の総武線以南を新町域として、市川市市川南一丁目 - 五丁目となる。

### 地名の由来
旧市川町の南部であることから。「市川」の由来ははっきりしていないが、有力説として、地域の西を流れる江戸川（太日川）が当時東国一の川であったことから一の川が訛ったとする説、江戸川の河岸に定期的に川舟が集まり、市が開かれていたことに由来するという説がある。

## 町名の変遷
| 実施後       | 実施年月日     | 実施前（各町名ともその一部） |
| ------------ | -------------- | ---------------------------- |
| 市川南一丁目 | 昭和40年7月1日 | 市川町                       |
| 市川南二丁目 | 昭和40年7月1日 | 市川町                       |
| 市川南三丁目 | 昭和40年7月1日 | 市川町                       |
| 市川南四丁目 | 昭和40年7月1日 | 市川町                       |
| 市川南五丁目 | 昭和40年7月1日 | 市川町                       |

## 世帯数と人口
2017年（平成29年）9月30日現在の世帯数と人口は以下の通りである。
| 丁目         | 世帯数    | 人口     |
| ------------ | --------- | -------- |
| 市川南一丁目 | 2,310世帯 | 4,246人  |
| 市川南二丁目 | 1,194世帯 | 2,405人  |
| 市川南三丁目 | 3,344世帯 | 6,634人  |
| 市川南四丁目 | 1,543世帯 | 2,794人  |
| 市川南五丁目 | 190世帯   | 339人    |
| 計           | 8,581世帯 | 16,418人 |

## 小・中学校の学区
市立小・中学校に通う場合、学区は以下の通りとなる。
| 丁目         | 番地                     | 小学校             | 中学校             |
| ------------ | ------------------------ | ------------------ | ------------------ |
| 市川南一丁目 | 全域                     | 市川市立宮田小学校 | 市川市立大洲中学校 |
| 市川南二丁目 | 1～4番                   | 市川市立宮田小学校 | 市川市立大洲中学校 |
| 市川南二丁目 | 5～8番                   | 市川市立大洲小学校 | 市川市立大洲中学校 |
| 市川南二丁目 | 9番                      | 市川市立宮田小学校 | 市川市立大洲中学校 |
| 市川南三丁目 | 14番（11、16、21、23号） | 市川市立宮田小学校 | 市川市立大洲中学校 |
| 市川南三丁目 | その他                   | 市川市立市川小学校 | 市川市立大洲中学校 |
| 市川南四丁目 | 全域                     | 市川市立大洲小学校 | 市川市立大洲中学校 |
| 市川南五丁目 | 全域                     | 市川市立大洲小学校 | 市川市立大洲中学校 |

## 施設

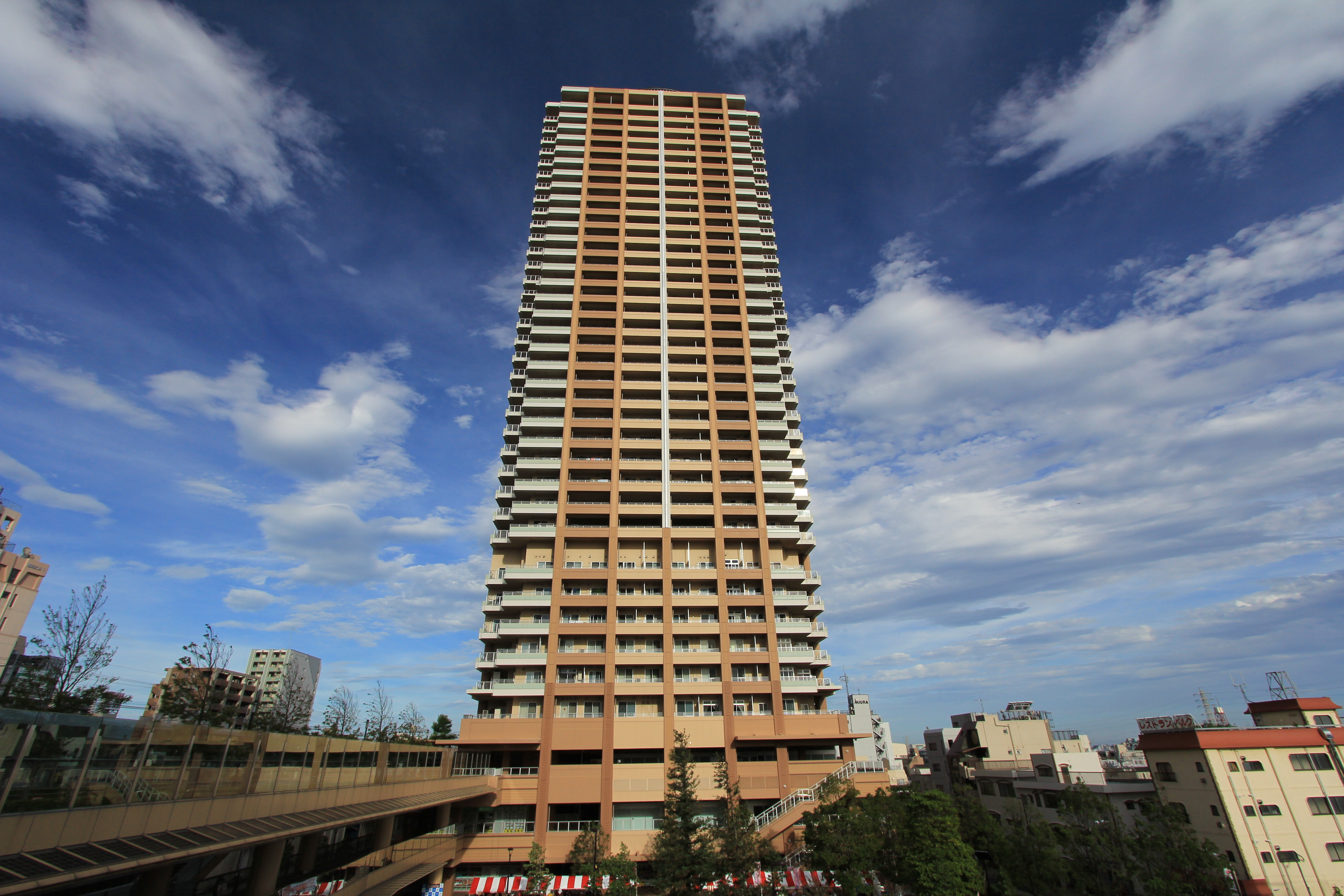
I-linkタウンいちかわザ・タワーズイースト（B街区）

- JR総武線市川駅
- 市川南仮設庁舎
- 市川市市川駅南口図書館(駅南図書館)
- 市川南三・四丁目自治会館
- 市川市立市川南保育園
- さくらんぼ保育園
- ままる保育園
- 宝神社
- 市川南三郵便局
- 京葉瓦斯（京葉ガス）本社
- 東京東信用金庫市川南支店
- 中野工務店
- アイ・リンクタウン展望施設
- I-linkタウンいちかわ
  - A街区
  - B街区